# HD177562
HD177562 — хімічно пекулярна зоря спектрального класу B8, що має видиму зоряну величину в смузі V приблизно  7,4.
Вона  розташована на відстані близько 550,0 світлових років від Сонця.

## Пекулярний хімічний склад
Зоряна атмосфера HD177562 має підвищений вміст 
Si
.